# Berliet GDHV
Der Berliet GDHV war ein vom französischen Kraftfahrzeughersteller Berliet in Lyon ab 1927 hergestellter schwerer Lkw.

## Geschichte und Technik
Der Berliet GDHV erhielt im Mai 1927 seine allgemeine Betriebserlaubnis. Sein Vierzylindermotor des Typs MLBC hatte 110 mm Bohrung und 140 mm Hub und war eine Weiterentwicklung des Motors Z aus dem Berliet CBA von 1915. Steuerlich war das Fahrzeug mit 20 CV eingestuft, die bei 1400/min abgegebene effektive Höchstleistung wird -damaliger Sitte in Frankreich folgend- in den Quellen nicht angegeben, dürfte aber bei etwa 40 PS gelegen haben. Die Motorkraft wurde mittels Kardanwelle auf die Hinterräder übertragen. Die Nutzlast wird mit 6 Tonnen, das Gewicht des Fahrgestells ohne Aufbauten wird mit 3520 kg angegeben.
Als Omnibus hatte das Fahrzeug üblicherweise 33 Sitze und einen Radstand von 4,95 m. Die Höchstgeschwindigkeit wird mit 42 km/h angegeben.
Es gab eine verlängerte Omnibus-Variante Berliet GDHVM mit 50 Sitzen und einem Radstand von 5,88 m, die Spur vorne betrug 1,85 und hinten 2,04 m, die gesamte Länge 8,73 m, die Höchstgeschwindigkeit je nach Getriebeübersetzung 39 bis 55 km/h.
Im Dezember 1931 erschien der Berliet GDHV25. Er war mit dem erheblich moderneren und stärkeren Motor des Typs MKU ausgerüstet. Dieser war ein wassergekühlter Sechszylinder-Ottomotor mit 100 mm Bohrung und 140 mm Hub, woraus sich ein Hubraum von 6597 cm³ errechnet. Steuerlich war das Fahrzeug mit 25 CV eingestuft, die bei 2100/min erreichte Höchstleistung wird nicht genannt. Das Eigengewicht des Chassis ohne Aufbauten betrug 4100 kg, das höchstzulässige Gesamtgewicht 10.500 kg.
Über gebaute Stückzahlen oder zumindest reservierte Chassisnummernbänder ist nichts überliefert.

### Originalquellen
Eine Publikation, in der alle vor 1945 gebauten Berliet-Typen individuell abgehandelt wären, gibt es nicht. Neben der unten erwähnten Literatur wurde auf folgende in der Fondation Berliet verwahrte Originalunterlagen zurückgegriffen:
- "Fiches des Mines": Es handelt sich um die Unterlagen zur Erteilung einer allgemeinen Betriebserlaubnis, hierfür ist in Frankreich der "Inspecteur des mines" sachlich zuständig. Diese Unterlagen sind chronologisch geordnet und nummeriert. Nicht zu jedem Typ bzw. Variante gibt es entsprechende Unterlagen, teils, weil sie wohl als Untervarianten eines Typs verstanden wurden, für den eine gesonderte Erlaubnis nicht erforderlich war, teils wohl, weil diese Unterlagen im Laufe der letzten 100 Jahre verlorengegangen sind. Bei Militärtypen gibt es Hinweise, dass eine Betriebserlaubnis direkt durch militärische Dienststellen erfolgte, was entsprechende "fiches des mines" überflüssig machte. Die Quellenbezeichnung lautet: "Fiches No...."
- "Etat des véhicules utilitaires et autobus declares aux mines depuis 1920", eine 15-seitige Zusammenstellung vom 1. Dezember 1941, enthält insbesondere die reservierten Chassisnummernbänder, die jedoch vielfach nicht vollständig ausgeschöpft wurden, einige Typen bzw. Varianten werden nicht erwähnt, Quellenbezeichnung lautet: "Etat S..."
- "Nombre de véhicules construits de 1930 à 1942", siebenseitige Zusammenstellung der zwischen 1930 und 1942 gebauten Stückzahlen an Nutzfahrzeugen, erstellt wohl 1943, erste Seite teilweise irreparabel verderbt, teilweise werden mehrere Typen bzw. Varianten zusammengefasst, Quellenbezeichnung lautet: "Nombre S...."

### Sonstige Literatur
- Monique Chapelle: Berliet. 1. Auflage. EMCE, Saint-Chamond 2016, ISBN 978-2-35740-049-8.
- Christophe Puvilland: Berliet 1905–1978, toute la gamme omnibus, autocars, autobus et trolleybus. 1. Auflage. histoire&collections, Paris 2008, ISBN 978-2-35250-059-9.
- François Vauvillier: Tous les Berliet militaires 1914–1940, vol.1: les camions. histoire&collections, Paris 2019, ISBN 978-2-35250-496-2.